# بريثورن الأوسط
بريثورن الأوسط (بالإنجليزية: Central Breithorn)‏ هو أحد جبال سلسلة جبال الألب بينيني وجزء من القمة الأم بريثورن يقع في كانتون فاليز، سويسرا. يبلغ ارتفاع الجبل حوالي 4159 متر، بينما يبلغ ارتفاع نتوء الجبل 83 متر.